# IPhone 16
iPhone 16 и iPhone 16 Plus — смартфоны, разработанные и продаваемые компанией Apple. Они представляют собой восемнадцатое поколение iPhone, пришедшее на смену моделям iPhone 15 и iPhone 15 Plus. Анонсированы во время специального мероприятия Apple 9 сентября 2024 года в Купертино, штат Калифорния, вместе с более дорогими моделями iPhone 16 Pro и Pro Max. Эти модели начального уровня поставляются с обновлением программного обеспечения iOS 18, причём в будущем планируются новые обновления. 19 февраля 2025 года Apple представила бюджетный вариант iPhone 16 — iPhone 16e.

## История
Директива по радиооборудованию, которая требует, чтобы все электронные устройства в Европейском союзе использовали зарядку USB Type-C, была принята в 2023 году. Apple подтвердила, что будет соблюдать эти требования, и в сентябре того же года сообщила, что iPhone 15 будет оснащен портом USB-C вместо Lightning. iPhone 16 также будет обязан использовать USB-C в соответствии с законодательством ЕС. Кроме того, Индия приняла аналогичный закон о USB-C, который вступит в силу в марте 2025 года, что также повлияет на тип зарядки для iPhone 16.

## Дизайн
Размеры экранов iPhone 16 и iPhone 16 Plus остались прежними — 6,1 и 6,7 дюйма соответственно. Они имеют безрамочный дизайн экрана без видимых границ.

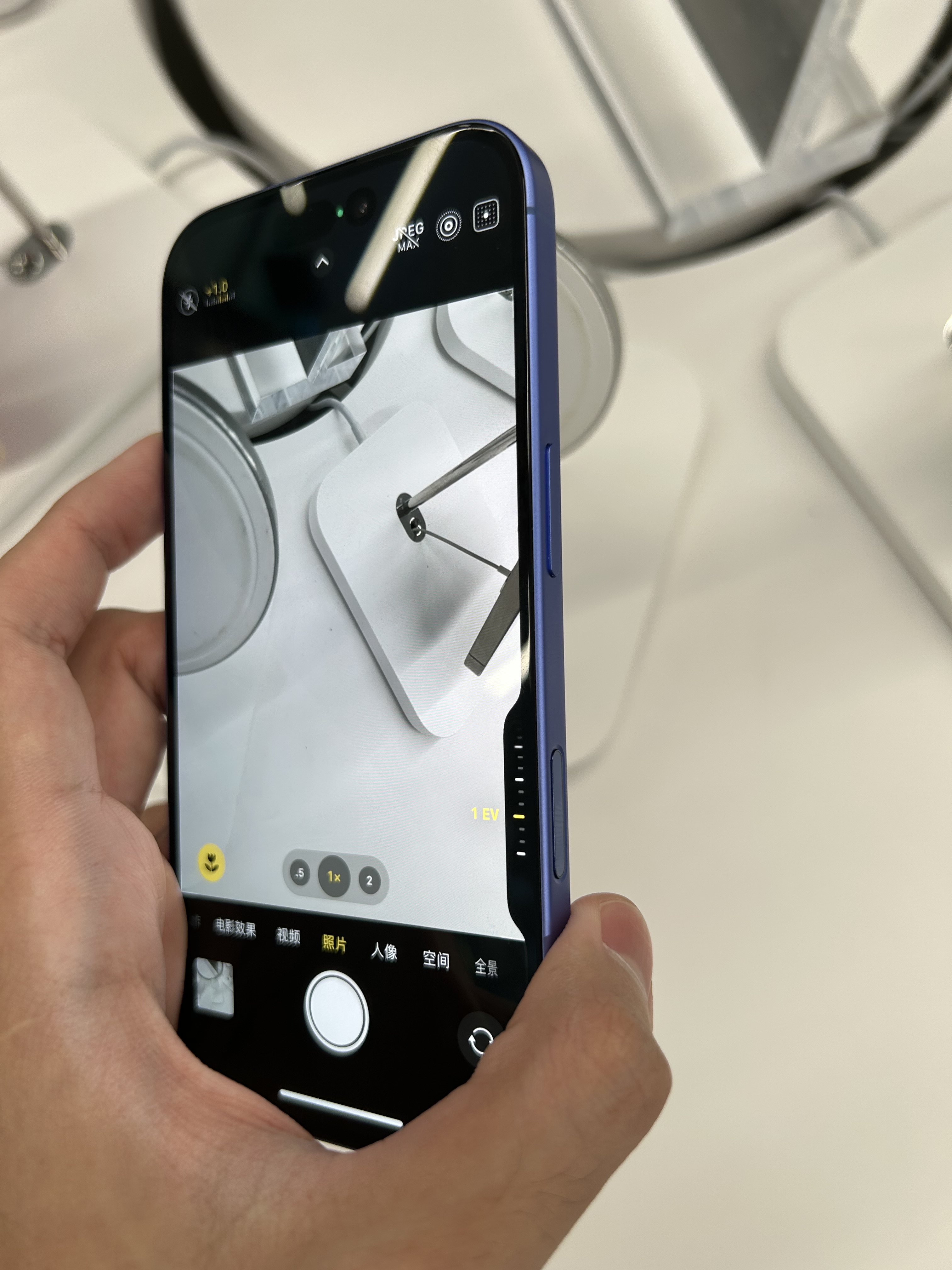
Тест кнопки камеры iPhone 16
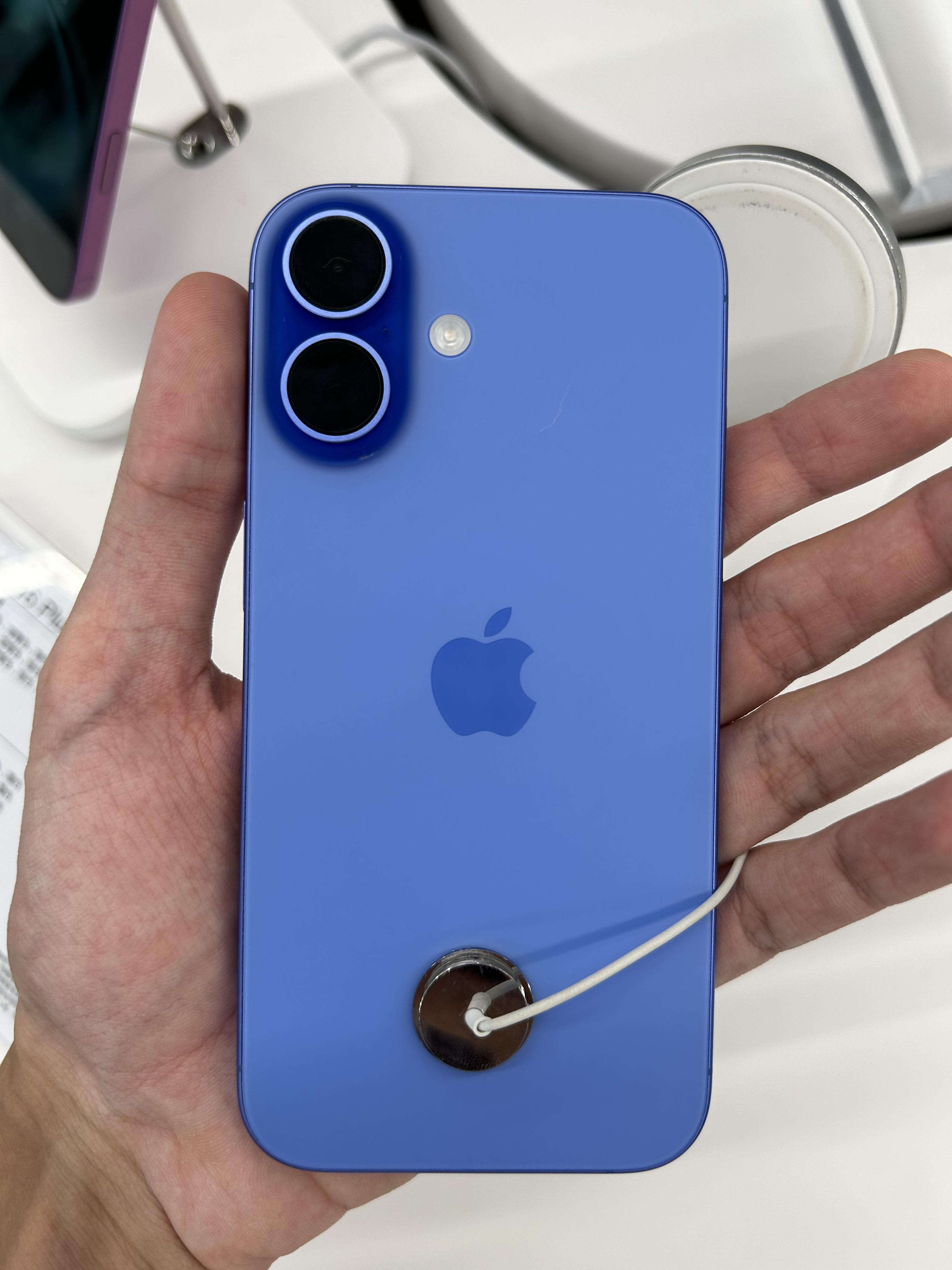
Вид сзади iPhone 16

### Камера
Более совершенная четырёхлинзовая матрица на задней панели, с 48 мп сверхширокоугольной камерой
Улучшенная вычислительная съемка для настройки освещения в реальном времени, видео с более высоким разрешением и улучшенный ночной режим.

### Дисплей
Размеры экранов iPhone 16 и iPhone 16 Plus останутся прежними — 6,1 дюйма и 6,7 дюйма соответственно. Кроме того, они будут иметь чуть более высокое соотношение сторон: с 16,5:9 (11:6) до 16,6:9 (83:45).

### Цвета
iPhone 16 и 16 Plus будут выпускаться в пяти новых цветах, включая: розовый, чёрный, ультрамарин, бирюзовый и белый.
| Цвет | Название    |
| ---- | ----------- |
|      | Розовый     |
|      | Ультрамарин |
|      | Белый       |
|      | Бирюзовый   |
|      | Чёрный      |

### Характеристики
iPhone 16 оснащён новым чипом A18, разработанным специально для этого устройства. Чип оптимизирован для работы с большими генеративными моделями и оснащен нейронным движком, который в два раза быстрее своего предшественника.
iPhone 16 оснащён новой 48-мегапиксельной камерой, разрешение которой в четыре раза выше, чем у iPhone 14. Кроме того, она оснащена новой ультраширокоугольной камерой, которая позволит захватывать больше света в условиях недостаточной освещенности, а также автоматической фокусировкой.
Все модели ‌iPhone 16‌ получили улучшенную систему терморегуляции. Обновлена основная логическая плата: чипы теперь расположены централизованно, а архитектура вокруг них оптимизирована. Благодаря переработанной алюминиевой подструктуре, устройство лучше отводит тепло, что позволяет на 30 % дольше сохранять высокую производительность в играх.
Модели линейки iPhone 16 поддерживают WiFi 7.

### Корпус
Корпус на 85 % состоит из переработанного сырья.

### Кнопка действия
iPhone 16 и iPhone 16 Plus оснащены кнопкой Action Button, впервые появившейся в линейке iPhone 15. По умолчанию кнопка Action переключает беззвучный режим. Однако пользователи могут изменить функцию кнопки, чтобы она выполняла различные действия, помимо беззвучного режима, например открывала приложение «Камера» или переключала режим фокусировки.

### Кнопка управления камерой
Все модели iPhone 16 кроме iPhone 16e теперь оснащены новой кнопкой под названием Camera Control. Эта кнопка находится на правой стороне устройства и позволяет пользователю открывать приложение камеры, переключаться между различными элементами управления и функциями камеры, а также снимать фото и видео. Кнопка различает легкое и сильное нажатие. При однократном нажатии кнопка открывает приложение камеры. При легком двойном нажатии открывается небольшое меню с различными элементами управления камерой, такими как зум или тон. При сильном нажатии делается снимок, а при удержании кнопки в течение нескольких секунд начинается запись видео.

### Аккумулятор и зарядка
iPhone 16 был модернизирован с точки зрения емкости аккумулятора.
Базовый iPhone 16 обеспечивает до 22 часов воспроизведения видео, в то время как iPhone 16 Plus — до 27 часов. Время воспроизведения аудио на iPhone 16 достигает 80 часов, что на 20 % меньше, чем у iPhone 16 Plus, способного проигрывать аудио до 100 часов. Стандарт беспроводной зарядки MagSafe обновлён: теперь доступен более длинный кабель, с которым iPhone 16 и iPhone 16 Plus могут заряжаться с увеличенной скоростью — до 25 Вт при использовании адаптера мощностью 30 Вт.

## Программное обеспечение
iPhone 16 вышел с операционной системой iOS 18.
В iOS 18 для серии iPhone 16 добавлена функция RecoveryOS, которая позволяет пользователям восстанавливать и перезагружать прошивку устройства по беспроводной связи с использованием другого iPhone.

## Спецификация
В iPhone 16 и 16 Plus камера расположена вертикально, как в iPhone 12, в отличие от диагонального расположения в iPhone 13, iPhone 14 и iPhone 15. Используется порт USB Type-C, со скоростью передачи данных USB 2.0 до 480 Мбит/с.

## Продажи и цены
Стартовая цена iPhone 16 составляет 799 долларов, а iPhone 16 Plus — 899 долларов.